# René Peeters (bestuurder)
René Peeters (Borsbeek, 29 augustus 1933 - Edegem, 14 december 2013) was een Belgisch bedrijfsleider en bestuurder.

## Levensloop
Peeters was voorzitter van het college van gedelegeerd bestuurders van Agfa-Gevaert, tevens was hij belast met het dagelijks bestuur van deze onderneming. Hij volgde Etienne De Wolf op 31 juli 1994 in deze hoedanigheden op.
In 1997 volgde hij Norbert Martin op als voorzitter van de Federatie Chemische Nijverheid van België (FCN). Onder zijn bestuur werd de naam FEDICHEM in gebruik genomen als aanduiding voor de federatie. Op 8 mei 2001 werd hij opgevolgd als voorzitter van deze sectoriale werkgeversorganisatie door Jacques Van Bost.
Tevens was hij consul-generaal van Japan voor Vlaanderen en voorzitter van de Fugger Sociëteit.
Zijn uitvaartplechtigheid vond plaats in de Sint-Pius Xkerk te Wilrijk.